# Луков, Григорий Демьянович
Григо́рий Демья́нович Лу́ков (1910—1968) — советский психолог, ученик А. Н. Леонтьева. В составе Харьковской группы развивал психологические исследования детской игры.
Участник Великой Отечественной войны. В послевоенный период переехал из Харькова в Ленинград. Крупный специалист в области военной психологии. С 1957 года преподавал военную психологию в Военно-политической академии.

## Основные публикации
- Луков Г. Д. Об осознании ребёнком речи в процессе игры. Канд. дисс., Харьков [Ленинград ?], 1937
- Луков Г. Д. Осознание детьми речи в процессе игры [Об осознании ребёнком речи в процессе игры — ?]. — Учен. зап. Харьковского пед. ин-та, 1939, т. 1, с. 65-103
- Запорожец А. В., Луков Г. Д. Про розвиток міркування у дитини молодшого віку (Развитие рассуждений у ребёнка младшего школьного возраста). — «Научные записки Харьковского педагогического института», 1941, т. IV(sic- VI?) 139—150 — In English: The development of reasoning in young children, Soviet psychology, 18(2), 1979, 47-66; idem in Journal of Russian and East European Psychology, 2002, 40(4), 30-46
- Луков Г. Д. Психология: Очерки по вопросам обучения и воспитания советских воинов. — М.: Воениздат, 1960.